# Tomás António Gonzaga
Tomás António Gonzaga (Porto, 11 agosto 1744 – Mozambico, 1810) è stato un poeta portoghese.

## Biografia

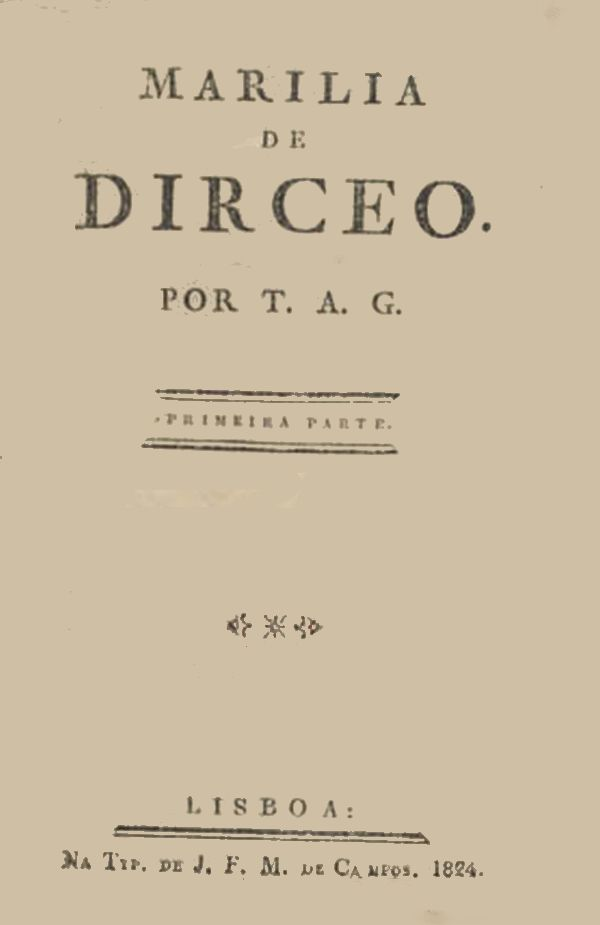
Frontespizio di Marilia de Dirceu, 1824

La critica letteraria si divise in due gruppi di pensiero contrapposti sulla questione riguardante l'aderenza di Gonzaga alla letteratura portoghese oppure a quella brasiliana.
Effettivamente Gonzaga nacque in Portogallo in una famiglia di origine brasiliana, dalla parte del padre, e inglese dalla parte materna, ma quest'ultima morì quando aveva appena compiuto un anno. Il padre decise, subito dopo il lutto, di trasferirsi in Brasile, dapprima a Recife e poi a Bahia, lavorando come magistrato.
Gonzaga studiò nelle scuole gesuite e ritornò in Portogallo, a Coimbra per iscriversi all'università locale nella facoltà di diritto, laureandosi all'età di ventiquattro anni.
Esercitò la professione di magistrato fino al 1782, e solamente quando rientrò in Brasile, la sua esistenza ricevette una svolta importante grazie alla conversione verso la letteratura.
Nella località di Vila Rica conobbe Maria Doroteia, della quale si innamorò intensamente, ma proprio pochi giorni prima delle nozze incappò nelle retate collegate all'Inconfidência Mineira: fu costretto ad una dura detenzione per un periodo di tre anni, prima di essere confinato, dal 1792, in Mozambico.
Essendo un uomo dotato di una profonda cultura e di una grande sensibilità nei riguardi del mondo e della società, Gonzaga non riuscì a non partecipare alla congiura dell'Inconfidência Mineira, che si oppose al colonialismo portoghese e che si diffuse in tanti altri ambiti della vita sociale brasiliana, sospinta dalle influenze dell'Illuminismo e del liberalismo inglese.
Non è un caso se molti uomini di cultura si attivarono in questo movimento, definito anche «la congiura dei poeti».
La raccolta Marilia de Dirceu si può definire l'autobiografia dell'autore, nella quale cantò le virtù della moglie, denominata Marilia, mentre a lui stesso si attribuì quello di Dirceu.
Narrò i sentimenti ispirati dal suo amore, in forma chiara e fulgida, e con contenuti musicali e melodici.
Ma il poema è incentrato anche sul dolore, seppure moderato, provato dallo scrittore in un esilio da lui ritenuto ingiusto, oltreché dalla saudade; questo sentimento risulta mitigato dalla profonda consapevolezza nobile espressa da Gonzaga e da una effusa speranza.
Gonzaga risultò uno degli scrittori più importanti della sua epoca, e ancora oggi, dopo Camoes è il poeta più letto in lingua portoghese: il suo successo protrattosi nel tempo è più che motivato dalla gradevolezza e dalla delicatezza delle sue strofe e dalla semplicità delle sue rime.
La critica letteraria tende ad attribuirgli le celebri Cartas Chilenas ("Lettere cilene"), opera satirica avente come bersaglio il governatore dispotico di Minas Gerais.